# Friedrich Matthias Perthes
Friedrich Matthias Perthes (* 16. Januar 1800 in Hamburg; † 28. August 1859 ebenda) war ein deutscher evangelisch-lutherischer Geistlicher und Autor.

## Leben
Friedrich Matthias Perthes war das älteste Kind des Buchhändlers und Verlegers Friedrich Christoph Perthes aus dessen erster Ehe mit  Caroline, geb. Claudius. Matthias Claudius war sein Großvater und zugleich Patenonkel, Clemens Theodor Perthes sein jüngerer Bruder. Seine Jugendzeit war geprägt durch die französische Besetzung Hamburgs. Bei der Wiederbesetzung der Stadt durch französische Truppen 1813 floh die Mutter mit ihren sieben Kindern nach Kiel. Erst ein Jahr nach Beginn ihrer Flucht versammelte sich die Familie Perthes am Stadtrand von Hamburg in dem Fischerdorf Blankenese, wo sie gemeinsam auf die Befreiung der Stadt warteten. Trotz der Abdankung Napoleons im April 1814 zogen Marschall Davouts Truppen erst Ende Mai 1814 aus Hamburg ab. Wie die Tochter Agnes Perthes in ihren Erinnerungen berichtet, fand die Familie ihr Haus in einem desolaten Zustand vor. Mit viel Mühen richteten sie die Wohn- und Geschäftsräume wieder her.
Unterbrochen von dieser Flucht, besuchte Friedrich Matthias die Gelehrtenschule des Johanneums bis Ostern 1819 und dann noch ein Jahr das Hamburger Akademische Gymnasium. Ab 1820 studierte er Evangelische Theologie der Universität Tübingen. Nach seinem Triennium ging er für ein halbes Jahr zu seinem Vater, der inzwischen nach Gotha gezogen war. Ebenfalls vorübergehend war eine Stelle als Assistent von Gottfried Menken in Bremen. Am 10. März 1826 wurde er Kandidat des Hamburgischen Geistlichen Ministeriums.
Ab 1830 wirkte Perthes als Pastor an der St. Maria-Magdalena-Kirche in Hamburg-Moorburg. Hier blieb er bis an sein Lebensende. Wie seine Eltern und Geschwister stand Perthes der Erweckungsbewegung nahe. Seine Theologie und seine politische Einstellung waren konservativ und restaurativ, wie gut in seiner Rede zur Einweihung des Denkmals für Matthias Claudius in Wandsbek 1840 deutlich wird. Der Revolution 1848 begegnete er mit der Streitschrift Die alte und die neue Lehre über Gesellschaft, Staat, Kirche, Schule, Ehe und Arbeit: Für Stadt und Land faßlich dargestellt, die mehrere Auflagen erlebte. Seine bedeutendste Schrift war jedoch seine Lebensbeschreibung von Johannes Chrysostomos „für die Familie unserer Tage“. Sie basierte auf den Forschungen von August Neander und Georg Friedrich Böhringer und machte sie einem breiten Publikum zugänglich. Das Werk wurde schon 1854 ins Englische übersetzt.
Seit 1832 war er verheiratet mit Mariane, geb. Plessing (1802–1866), einer Tochter des Lübecker Kaufmanns Johann Jeronimus Plessing (1773–1821), Enkelin von Johann Philipp Plessing und Cousine von Philipp Wilhelm Plessing und Heinrich Alphons Plessing. Das Paar hatte drei Söhne und zwei Töchter, von denen zwei Söhne und eine Tochter sehr jung starben. Der überlebende Sohn, Friedrich Johannes Perthes (1841–1907) wurde Pastor und Kirchenrat in Gotha; die Tochter Caroline Margarethe (1840–1922) heiratete ihren Vetter Otto Agricola, Landrat in Bad Kreuznach.
Ein Teilnachlass von Friedrich Matthias Perthes kam 1952 in das Staatsarchiv Hamburg.

## Werke
- Wahl-, Ordinations- und Einführungs-Predigt von Fr. Matth. Perthes Pastor in Moorburg. Hamburg: Perthes 1830
- Bleibet in dem, was Euch von Gott befohlen ist; Habet lieb Euren Stand und Eur Vaterland! : Zwei Predigten, am Erndte- und am Siegesfeste den 14ten und 18ten October 1832 gehalten. Hamburg: Perthes & Besser 1832
- Die alte und die neue Lehre über Gesellschaft, Staat, Kirche, Schule, Ehe und Arbeit : Für Stadt und Land faßlich dargestellt. Hamburg: Perthes-Besser & Mauke 1849

Digitalisat
- Des Bischofs Johannes Chrysostomus Leben nach den Forschungen Neanders, Böhringers und Anderer für die Familie unserer Tage dargestellt. Hamburg: Perthes 1853

Englische Übersetzung: Life of John Chrysostom: based on the investigations of Neander, Böhringer, and others by Frederic M. Perthes. Translated from the German by Alvah Hovey and David B. Ford. Boston 1854 (Digitalisat)